# Rick Kemp
Rick Kemp, född 15 november 1941 i Dorset, är en engelsk basist, låtskrivare, sångare och skivproducent, mest känd för sitt arbete med och i det engelska folk-rockbandet Steeleye Span, där han varit medlem i totalt 20 år, mellan 1972 och 1986, och från 2000 till nutid.